# Luhove, Nîjnohirskîi
Luhove (în ucraineană Лугове) este un sat în comuna Cikalove din raionul Nîjnohirskîi, Republica Autonomă Crimeea, Ucraina.

## Demografie
Componența lingvistică a localității Luhove
     Rusă (73,96%)
     Ucraineană (19,53%)
     Tătară crimeeană (6,51%)
Conform recensământului din 2001, majoritatea populației localității Luhove era vorbitoare de rusă (73,96%), existând în minoritate și vorbitori de ucraineană (19,53%) și tătară crimeeană (6,51%).